# Головная ГЭС (Таджикистан)
Головная ГЭС (ГЭС Сарбанд, Сарбандская ГЭС, тадж. НБО Сарбанд) — гидроэлектростанция у города Левакант (в прошлом Сарбанд) Хатлонской области, Таджикистан. Расположена на реке Вахш, входит в Вахшский каскад ГЭС, являясь его шестой ступенью. Головная ГЭС принадлежит государственной энергокомпании ОАХК «Барки Точик».

## Общие сведения
Головная ГЭС является плотинной гидроэлектростанцией с русловым зданием ГЭС. Установленная мощность электростанции — 240 МВт, проектная среднегодовая выработка электроэнергии — 1150 млн кВт·ч. Сооружения гидроузла включают в себя:
- земляную плотину, намытую из тонкозернистых песков и супесей. Длина плотины — 1219 м, максимальная высота — 32 м;
- водосбросную плотину длиной 22 м с одним пролетом шириной 16 м, оборудованным плоским затвором, пропускной способностью 1550 м³/с;
- здание ГЭС руслового типа, совмещённое с шестью донными водосбросами, общей пропускной способностью 2658 м³/с;
- соединительный канал длиной 3,5 км, обеспечивающий забор до 350 м³/с воды в Вахшский ирригационный канал. Источником воды для канала являются два левобережных гидроагрегата станции, на случай их остановки для подачи воды в канал имеется сифонный водосброс пропускной способностью 120 м³/с.

В здании ГЭС установлены 6 вертикальных гидроагрегатов, из них три мощностью 45 МВт и три мощностью 35 МВт. Гидроагрегаты оборудованы поворотно-лопастными гидротурбинами, работающими при расчётном напоре 23,3 м. Изначально были установлены гидротурбины ПЛ-642-ВБ-550 и гидрогенераторы ВГС-850/135-56, в 2012—2020 годах три гидроагрегата были заменены на новые, к 2022 году планируется завершить замену всех гидроагрегатов. С генераторов электроэнергия на напряжении 10,5 кВ передаётся на силовые трансформаторы и автотрансформаторы (до модернизации были установлены два трансформатора ТЦ-125000/110 и две группы однофазных автотрансформаторов ОДТГА-80000/220), а с них через открытые распределительные устройства (ОРУ) напряжением 220 кВ, 110 кВ и 35 кВ — в энергосистему.
Подпорные сооружения ГЭС образуют Сарбандское водохранилище площадью 7,5 км², полным объёмом 95 млн м³ и полезным объёмом 18 млн м³, что позволяет осуществлять суточное регулирование стока. Отметка нормального подпорного уровня составляет 485 м.

## История
Головная ГЭС была спроектирована Среднеазиатским отделением института «Гидропроект», как часть гидроэнергетического комплекса, включающего также расположенные на Вахшском ирригационном канале Перепадную и Центральную ГЭС. Строительство станции было начато в 1956 году, одновременно с Головной ГЭС строился город Калининабад (ныне Левакант). Первый гидроагрегат введён во временную эксплуатацию в 1962 году, остальные пять — в 1963 году, строительство станции было завершено в 1966 году. Изначально мощность Головной ГЭС составляла 210 МВт (6 гидроагрегатов по 35 МВт).
Оборудование станции устарело и достигло высокой степени износа, в связи с чем ведётся её модернизация. В 2012 году была завершена замена гидроагрегата № 4, которую финансировал Исламский банк развития. В 2014 году Азиатский банк развития выделил грант, предусматривающий замену остальных гидроагрегатов Головной ГЭС. В 2018 году была завершена замена гидроагрегата № 5, в 2019 году — гидроагрегата № 6, в 2020 году — гидроагрегата № 2, в 2022 году — гидроагрегата № 3, в 2023 — гидроагрегата № 1. Замена гидроагрегата № 4, выведенного из эксплуатации в 2019 году вследствие поломки, намечена на 2026 год. После завершения модернизации мощность станции должна увеличиться до 270 МВт. Также произведена замена трансформаторов и оборудования распределительных устройств.